# エビクラシー
『エビクラシー』は、2017年5月31日にSME Recordsから発売された私立恵比寿中学の4thアルバム。

## 概要
通常盤（CD）、期間生産限定盤（2CD）、オフィシャルファンクラブ限定盤（CD、各メンバーソロジャケット全7種）で発売。
2017年6月12日付オリコン、Billboard週間アルバムランキング1位初登場。2010年にインディーズ、12年にメジャーデビュー以来、シングル・アルバムを通じて初となる週間1位を獲得。
のちに本作を聴いた椎名林檎サイドからオファーを受け、2018年5月23日発売の椎名林檎トリビュートアルバム『アダムとイヴの林檎』に「自由へ道連れ」のカバーで参加した。
2021年9月29日に全曲のインスト音源「エビクラシー( Less Vocal )」を配信開始した。
松野莉奈の急死(2017年2月8日)後初のCDとなったが、感情電車のみ生前に録音していたため、CDに未収録ながら、松野フルパートの音源も存在している。

## 収録曲

### CD（全盤共通）
11曲を収録。
| #         | タイトル                       | 作詞                        | 作曲            | 編曲                                            | 時間  |
| --------- | ------------------------------ | --------------------------- | --------------- | ----------------------------------------------- | ----- |
| 1.        | 「ゑびすとてたまわんせむ」     | Oichan                      | Oichan          | Oichan                                          | 1:02  |
| 2.        | 「制服"報連相″ファンク」       | corin.                      | corin.          | corin. / ホーンアレンジ: 村上基（在日ファンク） | 3:18  |
| 3.        | 「感情電車」                   | 田村歩美（たむらぱん）      | 田村歩美        | 田村歩美                                        | 5:03  |
| 4.        | 「紅の詩」                     | TAKUYA                      | TAKUYA          | TAKUYA、Keisuke Iizuka                          | 4:28  |
| 5.        | 「コミックガール」             | 北島康雄                    | 四星球          | 四星球                                          | 4:29  |
| 6.        | 「さよならばいばいまたあした」 | 角舘健悟（Yogee New Waves） | 角舘健悟        | 角舘健悟                                        | 5:19  |
| 7.        | 「なないろ」                   | 池田貴史                    | 池田貴史        | 池田貴史、山口寛雄                              | 4:11  |
| 8.        | 「君のままで」                 | Hiroyuki Fujino             | Hiroyuki Fujino | Hiroyuki Fujino                                 | 4:03  |
| 9.        | 「藍色のMonday」               | CMJK                        | CMJK            | CMJK                                            | 4:55  |
| 10.       | 「春の嵐」                     | 照井順政                    | 照井順政        | 照井順政                                        | 4:34  |
| 11.       | 「フォーエバー中坊」           | 前山田健一                  | 前山田健一      | 鈴木雅也                                        | 4:38  |
| 合計時間: | 合計時間:                      | 合計時間:                   | 合計時間:       | 合計時間:                                       | 46:05 |

### CD2 (期間生産限定盤)
| #         | タイトル                            | 作詞                   | 作曲            | 編曲                   | 時間  |
| --------- | ----------------------------------- | ---------------------- | --------------- | ---------------------- | ----- |
| 1.        | 「制服"報連相"ファンク (中山ver.)」 | corin.                 | corin.          | corin.                 | 3:19  |
| 2.        | 「感情電車 (小林ver.)」             | 田村歩美（たむらぱん） | 田村歩美        | 田村歩美               | 5:04  |
| 3.        | 「紅の詩 (柏木ver.)」               | TAKUYA                 | TAKUYA          | Keisuke Iizuka、TAKUYA | 4:29  |
| 4.        | 「コミックガール (廣田ver.)」       | 北島康雄               | 四星球          | 四星球                 | 4:39  |
| 5.        | 「君のままで (安本ver.)」           | Hiroyuki Fujino        | Hiroyuki Fujino | Hiroyuki Fujino        | 4:03  |
| 6.        | 「藍色のMonday (星名Ver.)」         | CMJK                   | CMJK            | CMJK                   | 4:56  |
| 7.        | 「春の嵐 (真山Ver.)」               | 照井順政               | 照井順政        | 照井順政               | 4:32  |
| 合計時間: | 合計時間:                           | 合計時間:              | 合計時間:       | 合計時間:              | 31:04 |

## 楽曲解説
「制服"報連相″ファンク」
中山莉子をフィーチャーした曲。
リンガーハットCMソング。
「感情電車」
小林歌穂をフィーチャーした曲。
ベストアルバム『中吉』（2022年）のCD1にも収録。
「紅の詩」
柏木ひなたをフィーチャーした曲。
曲名は明らかに長編アニメ映画『紅の豚』に由来する。歌詞にも飛べない豚になりそうだなど、それとわかるものが含まれている
ベストアルバム『中吉』（2022年）のCD2に9人バージョンの「紅の詩（中吉ver.）」が収録。
「コミックガール」
廣田あいかをフィーチャーした曲。
「なないろ」
配信限定EP『FAMIEN'17 e.p.』（2017年）に2017年7月16日の春ツアーファイナル公演のライブ音源「なないろ（716 LIVE VERSION）」が収録。
2021年7月16日、THE FIRST TAKEにて歌唱動画を公開。9月24日に音源「なないろ - From THE FIRST TAKE」を配信。
2021年9月24日から10月15日にかけてYouTubeにライブ映像4本を公開した。
「君のままで」
安本彩花をフィーチャーした曲。
「藍色のMonday」
星名美怜をフィーチャーした曲。
New Order の Blue Monday をオマージュしている。
「春の嵐」
真山りかをフィーチャーした曲。

## リリース日一覧
| 地域                              | リリース日    | レーベル    | 規格 | カタログ番号                   |
| --------------------------------- | ------------- | ----------- | ---- | ------------------------------ |
| 日本                              | 2017年5月31日 | SME Records | 2CD  | SECL-2164〜5（期間生産限定盤） |
| 日本                              | 2017年5月31日 | SME Records | CD   | SECL-2166（通常盤）            |
| オフィシャルファンクラブ限定盤[*] |               |             |      |                                |
| 日本                              | 2017年5月31日 | SME Records | CD   | SEC8-5（真山盤）               |
| 日本                              | 2017年5月31日 | SME Records | CD   | SEC8-6（安本盤）               |
| 日本                              | 2017年5月31日 | SME Records | CD   | SEC8-7（廣田盤）               |
| 日本                              | 2017年5月31日 | SME Records | CD   | SEC8-8（星名盤）               |
| 日本                              | 2017年5月31日 | SME Records | CD   | SEC8-9（柏木盤）               |
| 日本                              | 2017年5月31日 | SME Records | CD   | SEC8-10（小林盤）              |
| 日本                              | 2017年5月31日 | SME Records | CD   | SEC8-11（中山盤）              |

[*] 各メンバーソロジャケット全7種（収録曲は同一）

## 参加ミュージシャン
| ゑびすとてたまわんせむ - ギター・ベース・プログラミング：Oichan 制服"報連相″ファンク - ギター：マサ小浜 - ベース：日野"JINO"賢二 - ドラム：Fuyu <在日ファンク・ホーンズ> - サックス：後関好宏 - トランペット：村上基 - トロンボーン：ジェントル久保田 - プログラミング・サウンドプロデュース：corin. - コーラス：西山恵美子 感情電車 - ギター：生本直毅 - ベース：安達貴史 - ドラム：能村亮平 - ピアノ：横山裕章 (agehasprings) - プログラミング：田村歩美 紅の詩 - ギター・コーラス：TAKUYA - ベース：伊藤千明 - ドラム：かどしゅんたろう - ピアノ：村原康介 - アルト・サックス：横田寛之 - トランペット：田中充 - トロンボーン：東條あずさ - バイオリン：中島優紀 - シンセサイザー・プログラミング：Keisuke Iizuka コミックガール - キタジマ：北島康雄 - ベース：U太 - ギター：まさやん - ドラム：モリス | さよならばいばいまたあした - ギター：竹村郁哉 (Yogee New Waves)・角舘健悟 - ベース：上野恒星 (Yogee New Waves) - ドラム：粕谷哲司 (Yogee New Waves) - プログラミング：角舘健悟 なないろ - ギター：町田昌弘 - ベース・キーボード・プログラミング：山口寛雄 - ドラム：玉田豊夢 - キーボード・プログラミング：池田貴史 - サックス：武嶋聡 - トランペット：川上鉄平 - トロンボーン：滝本尚史 - ウィンドチャイム：朝倉真司 君のままで - ギター・ベース・プログラミング：Hiroyuki Fujino 藍色のMonday - ベース・プログラミング：CMJK 春の嵐 - ギター・プログラミング：照井順政 - ベース：照井淳政 - ドラム：リンタロウ - キーボード：森谷一貴 フォーエバー中坊 - ギター：エレクトロソナー - プログラミング：鈴木雅也 |